# Distretto di Oued Zenati
Il distretto di Oued Zenati è un distretto della provincia di Guelma, in Algeria.

## Comuni
Il distretto di Oued Zenati comprende 3 comuni:
- Oued Zenati
- Aïn Reggada
- Bordj Sabat